# Stef Broenink
Stefan "Stef" Broenink, född 19 september 1990 i Apeldoorn, är en nederländsk roddare.

## Karriär
I juni 2019 vid EM i Luzern tog Broenink silver i singelsculler. I oktober 2020 vid EM i Poznań tog han sitt första EM-guld tillsammans med Melvin Twellaar i dubbelsculler. I april 2021 vid EM i Varese tog de även silver tillsammans. I juli 2021 tog de återigen silver tillsammans i dubbelsculler vid OS i Tokyo.
I maj 2023 tog Broenink och Melvin Twellaar brons tillsammans i dubbelsculler vid EM i Bled. I september 2023 vid VM i Belgrad tog han guld tillsammans med Melvin Twellaar i dubbelsculler. Vid OS 2024 i Paris tog de silver tillsammans i dubbelsculler.